# Sibireja
Sibireja (lat. Sibiraea), rod biljaka porijeklom iz Sibira koji je po lokalitetu i dobio ovo ime a pripada porodici ružovki (Rosaceae). Rod se sastoji od nekoliko priznatih vrsta (4), i jedne čiji status još nije riješen (S. glaberrima). Javlja se kao grm od 2 do 5 metara visine koji raste po kamenim obroncima i pukotinama stijena na višim nadmorskim visinama.
U Hrvatskoj raste tzv. hrvatska sibireja, (S. laevigata) (L.) Maxim. koja se tu vodi kao endem pod sinonimnim nazivom Sibiraea croatica pa je još i zaštićena, no ustanovljeno je da se ne razlikuje od onih što rastu u Sibiru. Ipak, u Hrvatskoj je veoma rijetka i raste jedino na Velebitu, te u Hercegovini na planinama Čabulja i Čvrsnica. Jedna od ovih vrsta je i kritično ugrožena, to je Sibiraea tianschanica koja raste u Kazahstanu i Kirgistanu.
Ostali predstavnici roda su:
1. Sibiraea angustata (Rehder) Hand.-Mazz.
2. Sibiraea tianschanica (Krasn.) Pojark.
3. Sibiraea tomentosa Diels, raste u Yunnanu, Kina.[4]

## Galerija
- Sibiraea laevigata
- Sibiraea laevigata